# Karol Różycki (zootechnik)
Karol Różycki (ur. 28 stycznia 1879 w Krakowie, zm. 12 sierpnia 1938 w Dublanach) – polski  zootechnik, profesor Akademii Rolniczej w Dublanach.

## Życiorys
Syn Edmunda (1827–1893) i Adeli z Andrzejowskich. Ukończył Szkołę Kadetów Piechoty w Łobzowie, a następnie studiował nauki przyrodnicze na Akademii Rolniczej w Dublanach. Po uzyskaniu w 1906 dyplomu ukończenia studiów uzupełniał wiedzę na uczelniach w Kopenhadze, Sztokholmie oraz na uczelniach niemieckich. Od 1907 do 1915 pełnił funkcję kierownika działu hodowli w Centralnym Towarzystwie Rolniczym w Warszawie, następnie został aresztowany i internowany w Rosji (1915–1918). W 1918 został uwolniony i zamieszkał w Dublanach, gdzie w Akademii Rolniczej wykładał hodowlę i fizjologię zwierząt, następnie kierował Zakładem Hodowli Zwierząt Politechniki Lwowskiej. W 1919 uzyskał tytuł profesora zwyczajnego w dziedzinie hodowli zwierząt użytkowych. Należał do grona założycieli (w 1922) Polskiego Towarzystwa Zootechnicznego, od 1929 przez rok był dziekanem Wydziału Rolniczo-Lasowego. Dekretem Ministra Rolnictwa i Reform Rolnych z 14 stycznia 1937 został mianowany radcą Lwowskiej Izby Rolniczej. 

## Ordery i odznaczenia
- Krzyż Komandorski Orderu Odrodzenia Polski (pośmiertnie, 10 listopada 1938)[3]